# Biancaea sappan
Biancaea sappan е вид растение от семейство Бобови (Fabaceae). Видът е незастрашен от изчезване.

## Разпространение
Разпространен е в Китай, Индия, Лаос, Малайзия, Мианмар, Филипини и Виетнам.